# ایما هوگ
ایما هوگ (انگلیسی: Ima Hogg; ۱۰ ژوئیهٔ ۱۸۸۲ – ۱۹ اوت ۱۹۷۵) بانوی اول تگزاس، رهبر جامعه آمریکا، بشردوست، مدافع و گردآورنده آثار هنری و یکی از معتبرترین زنان در تگزاس در قرن بیستم اهل ایالات متحده آمریکا بود.